# Vivianioideae
Vivianioideae (sin. Vivianiaceae), nekadašnja biljna porodica iz reda iglicolike, danas dio porodice Francoaceae; po nekim autorima sinonim za Francoaceae.  
Dobila je ime po rodu Viviania.
Blisko povezane porodice Vivianiaceae i Ledocarpaceae porijeklom su iz Južne Amerike, posebice Anda. Vivianiaceae su biljke ili mali grmovi prekriveni žljezdastim dlakama; donje strane lišća obično su prekrivene bijelim dlačicama. Ledocarpaceae, s 12 vrsta u 3 roda (Balbisia, Rhyncotheca i Wendtia), su grmovi, a listovi mogu biti duboko režnjasti.

## Rodovi
1. Viviania Cav. (6 spp.)
2. Balbisia Cav. (6 spp.)
3. Rhynchotheca Ruiz & Pav. (1 sp.)
4. Wendtia Meyen (4 spp.)